# Ansor Adamowitsch Boltukajew
Ansor Adamowitsch Boltukajew (russisch Анзор Адамович Болтукаев, englische Transkription Anzor Boltukayev; * 5. April 1986) ist ein russischer Ringer tschetschenischer Herkunft. Er wurde 2016 Europameister im freien Stil in der Gewichtsklasse bis 97 kg Körpergewicht.

## Werdegang
Ansor Boltukajew startet für einen Ringerclub in Grosny. Er begann als Jugendlicher 1997 mit dem Ringen und konzentriert sich dabei auf den freien Stil. Die Trainer, mit denen er hauptsächlich zusammenarbeitete sind Schaa Umarow, Adam Boltukajew und Christiakis Alexandridis. Bei einer Größe von 1,80 Metern startete er zuerst im Mittelgewicht und danach im Halbschwergewicht. Er ist Student und bestreitet z. Zt. seinen Lebensunterhalt hauptsächlich vom Ringen.
Im Juniorenalter bestritt er im Jahre 2006 die Junioren-Weltmeisterschaft in Guatemala-Stadt. Er kam dort im Mittelgewicht nach zwei Siegen und einer Niederlage auf den 6. Platz. 2008 erreichte er bei der russischen Meisterschaft hinter Schirwani Muradow und Chadschimurad Gazalow den 3. Platz im Halbschwergewicht. Für weitere Starts bei internationalen Meisterschaften konnte er sich wohl wegen der enorm starken Konkurrenz in Russland zunächst nicht mehr qualifizieren.
2013 gelang es ihm russischer Meister im Halbschwergewicht vor Abdusslam Gadissow, Batras Gassajew und Chadschimurad Gazalow zu werden. Nach diesem Erfolg wurde er im September 2013 auch bei der Weltmeisterschaft in Budapest in der gleichen Gewichtsklasse eingesetzt. Er besiegte dort William Harth aus Deutschland, Taimuras Tigijew aus Kasachstan und Takeshi Yamaguchi aus Japan. Im Halbfinale verlor er gegen Chetag Gasjumow aus Aserbaidschan, sicherte sich danach aber mit einem Sieg über Alexei Krupniakow aus Kirgisistan noch eine Bronzemedaille.
2014 belegte Ansor Boltukajew bei der russischen Meisterschaft im Halbschwergewicht hinter Abdussalam Gadissow den 2. Platz. 
Im Januar 2016 wurde er Sieger beim renommierten Iwan-Yarigin-Grand-Prix in Krasnojarsk. Dabei verwies er in der Gewichtsklasse bis 97 kg die beiden US-Amerikaner Jakob Varner (Olympiasieger 2012) und Kyle Snyder (Weltmeister 2015) und seinen russischen Landsmann Adlan Ibragimow auf die nächsten Plätze. Im März dieses Jahres gewann Ansor Boltukajew dann bei der Europameisterschaft in Riga in der gleichen Gewichtsklasse mit Siegen über Imants Lagodskis, Lettland, Radoslaw Baran, Polen, Elisbar Odikadse, Georgien, Walerij Andrijzew, Ukraine und Iwan Jankouski aus Weißrussland seinen ersten Titel bei einer internationalen Meisterschaft. Danach wurde er auch wieder russischer Meister im Halbschwergewicht vor so großen Ringern wie Chadschimurad Gazalow, Ewgeni Kolomiets und Wladislaw Baizajew.
Ansor Boltukajew vertrat die russischen Farben auch bei den Olympischen Spielen 2016 in Rio de Janeiro. Er musste dort aber gleich in der ersten Runde gegen Walerij Andrijzew eine Punktniederlage hinnehmen. Da Andrijzew das Finale nicht erreichte, schied Ansor Boltukajew aus und kam nur auf den für ihn enttäuschenden 11. Platz.
2017 startete er beim "Iwan-Yarigin"-Grand-Prix in Krasnojarsk im Schwergewicht und belegte dort hinter Alan Lawrentjewitsch Chugajew den 2. Platz. Anschließend versuchte er bei der Europameisterschaft in Novi Sad seinen Titel zu verteidigen. Er besiegte dort Murazi Michelidze aus der Ukraine, Alexander Huschtin aus Weißrussland und Michail Ganew aus Bulgarien, unterlag aber im Finale, geschwächt durch eine ihn stark behindernde Knieverletzung, gegen Riza Yildirim aus der Türkei nach Punkten.

## Internationale Erfolge
| Jahr | Platz | Wettbewerb                               | Gewichtsklasse | Ergebnisse |
| 2006 | 6.    | Junioren-WM in Guatemala-Stadt           | Mittel         | nach Siegen über Viktor Reh, Deutschland und Abdul Ammajew, Usbekistan und einer Niederlage gegen Reineris Salas Perez, Kuba                                                                         |
| 2009 | 5.    | "Iwan-Yarigin"-Grand-Prix in Krasnojarsk | Halbschwer     | Sieger: Georgi Ketojew, vor Alen Sassejew, beide Russland |
| 2009 | 9.    | Welt-Cup in Teheran                      | Schwer         | Sieger: Wassili Tesmenezki, Ukraine vor Ali Issajew, Aserbaidschan |
| 2011 | 2.    | "Ramsan-Kadirow"-Cup in Grosny           | Mittel         | vor Gadschimurad Nurmagomedow, Armenien |
| 2012 | 5.    | "Ramsan-Kadirow"-Cup in Grosny           | Halbschwer     | Sieger: Schamil Achmedow, Russland vor Taimuras Tigijew, Kasachstan |
| 2013 | 2.    | "Iwan-Yarigin"-Grand-Prix in Krasnojarsk | Halbschwer     | hinter Wladislaw Baizajew, vor Abdussalam Gadissow und Juri Belonowski, alle Russland |
| 2013 | 1.    | Intern. Turnier in Olympia/Griechenland  | Halbschwer     | vor Leon Rattigan, Großbritannien |
| 2013 | 3.    | WM in Budapest                           | Halbschwer     | nach Siegen über William Harth, Deutschland, Taimuras Tigijew und Takeshi Yamaguchi, Japan, einer Niederlage gegen Chetag Gasjumow, Aserbaidschan und einem Sieg über Alexei Krupniakow, Kirgisistan |
| 2014 | 1.    | "Ramsan-Kadirow"-Cup in Grosny           | bis 97 kg      | vor Wladislaw Baizajew, Zainulla Krbanow und Rasul Magomedow, alle Russland |
| 2016 | 1.    | "Iwan-Yarigin"-Grand-Prix in Krasnojarsk | bis 97 kg      | vor Jakob Varner und Kyle Snyder, beide USA und Adlan Ibragimow, Russland |
| 2016 | 1.    | EM in Riga                               | bis 97 kg      | nach Siegen über Imants Lagodskis, Lettland, Radoslaw Baran, Polen, Elisbar Odikadse, Georgien, Walerij Andrijzew, Ukraine und Iwan Jankowski, Weißrussland                                          |
| 2016 | 11.   | OS in Rio de Janeiro                     | bis 97 kg      | nach einer Niederlage gegen Walerij Andrijzew |
| 2017 | 2.    | "Iwan-Yarigin"-Grand-Prix in Krasnojarsk | bis 125 kg     | hinter Alan Lawrentjewitsch Chugajew, Russland, vor Jaber Sadeghzadehnoukoulaei, Iran und Zolboo Natsagsuren, Mongolei                                                                               |
| 2017 | 2.    | EM in Novi Sad                           | bis 97 kg      | nach Siegen über Murazi Michelidze, Ukraine, Alexander Huschtin, Weißrussland und Michail Ganew, Bulgarien und einer Niederlage gegen Riza Yildirim, Türkei                                          |

## Russische Meisterschaften
| Jahr | Platz | Gewichtsklasse | Ergebnisse                                                             |
| 2008 | 3.    | Halbschwer     | hinter Schirwani Muradow und Chadschimurad Gazalow                     |
| 2013 | 1.    | Halbschwer     | vor Abdussalam Gadissow, Batras Gassajew und Chadschimurad Gazalow     |
| 2014 | 2.    | bis 97 kg      | hinter Abdussalam Gadissow, vor Wladislaw Baizajew und Asret Schogenow |
| 2016 | 1.    | bis 97 kg      | vor Chadschimurad Gazalow, Ewgeni Kolomiets und Wladislaw Baizajew     |

Erläuterungen
- alle Wettbewerbe im freien Stil
- Mittelgewicht, Gewichtsklasse bis 84 kg, Halbschwergewicht bis 96 kg, Schwergewicht bis 120 kg Körpergewicht (bis 31. Dezember 2013); seit dem 1. Januar 2014 gilt eine neue Gewichtsklasseneinteilung durch den Ringer-Weltverband UWW (United World Wrestling). Der früheren Halbschwergewichtsklasse entspricht nunmehr die Gewichtsklasse bis 97 kg Körpergewicht
- OS = Olympische Spiele, WM = Weltmeisterschaft, EM = Europameisterschaft